# Forksville
Forksville és una població dels Estats Units a l'estat de Pennsilvània. Segons el cens del 2000 tenia 147 habitants.

## Demografia
Segons el cens del 2000, Forksville tenia 147 habitants, 67 habitatges, i 42 famílies. La densitat de població era de 37,6 habitants per quilòmetre quadrat.
Dels 67 habitatges en un 22,4% hi vivien nens de menys de 18 anys, en un 55,2% hi vivien parelles casades, en un 6% dones solteres, i en un 37,3% no eren unitats familiars. En el 29,9% dels habitatges hi vivien persones soles el 13,4% de les quals corresponia a persones de 65 anys o més que vivien soles. El nombre mitjà de persones vivint en cada habitatge era de 2,19 i el nombre mitjà de persones que vivien en cada família era de 2,74.
Per edats la població es repartia de la següent manera: un 17,7% tenia menys de 18 anys, un 3,4% entre 18 i 24, un 30,6% entre 25 i 44, un 30,6% de 45 a 60 i un 17,7% 65 anys o més.
L'edat mediana era de 44 anys. Per cada 100 dones de 18 o més anys hi havia 120 homes.
La renda mediana per habitatge era de 26.625 $ i la renda mediana per família de 31.563 $. Els homes tenien una renda mediana de 26.563 $ mentre que les dones 25.417 $. La renda per capita de la població era de 13.943 $. Entorn del 19,1% de les famílies i el 22,1% de la població estaven per davall del llindar de pobresa.

## Poblacions més properes
El següent diagrama mostra les poblacions més properes.